# Jean Chrétien Valois

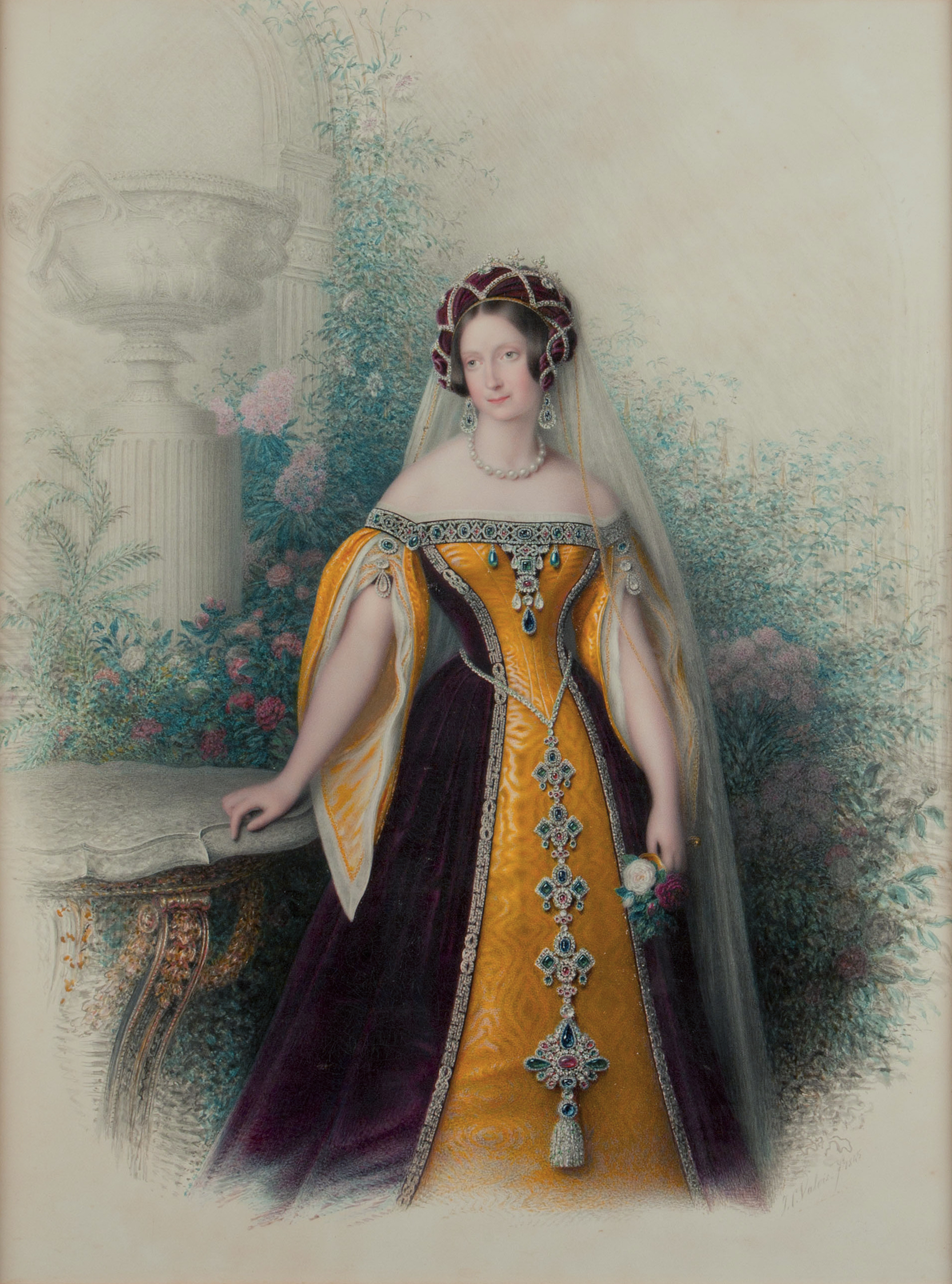
Portret van Anna Paulowna 1845

Jean Chrétien Valois, beter bekend als J.C. Valois (Den Haag, 26 december 1809 - Den Haag, 13 juni 1894) was een Nederlands kunstschilder en tussen 1854 en 1858 mededirecteur en van 1858 tot 1863 directeur van de Hollandsche en Koninklijke Schouwburg.
Hij was zoon van kunstschilder Jean François Valois en Francina Emelia Schusseler. Hij trouwde nog als kunstschilder in 1845 met actrice Wilhelmina Gerretje Sablairolles. Een aantal kinderen uit dat huwelijk kwam ook aan het toneel te werken.  
Hij kreeg zijn opleiding van zijn vader. Hij was in zijn laatste jaren vooral bekend vanwege zijn miniaturen; eerder waren dat aquarellen. Hij legde ook koning Willem II der Nederlanden en Anna Paulowna van Rusland vast.
In 1861 werd hij samen met L. Ihan benoemd tot directeur van de Koninklijke Schouwburg met als doelstelling te komen tot een volledige opera- en operetteprogramma. Hij was ook leider van het bijbehorende toneelgezelschap van het Hollandsche Theater, dat in 1876 ontbonden werd. Het echtpaar woonde met dochter Claudie (1851-1934) in 1884/1885 in Amsterdam.
Hij stierf op 85-jarige leeftijd. Hij was sinds mei 1849 ridder in de Orde van de Eikenkroon. Bij zijn overlijden werd gemeld dat Valois net als zijn vrouw nog deel uitmaakte van de “oude garde” ofwel de periode Valois van toneelspelers. Modernisering van het theaterbedrijf schoven beiden in de vergetelheid. Hij werd begraven op begraafplaats Oud Eik en Duinen. Zijn verklaring van overlijden meldt alleen nog kunstschilder. Tot in de jaren dertig werd zijn naam gebruikt bij jubilea en/of het overlijden van tijdgenoten als Hendrik Geerhardt Kiehl, August Kiehl en Alex Faassen, drie acteurs.